# Maria Wiik
Maria Catharina Wiik (født 3. august 1853 i Helsinki; død 19. juni 1928 i Helsinki), var en finsk maler, der var virksom i Finland og Frankrig. Hun arbejdede i en realistisk stil og gjorde sig kendt som en produktiv portrætmaler.
| Bronzemedalje Paris 1900 |  | |
|                          |  | Ud i verden, 1889 – 'Maailmalle' (finsk) Titlen hentyder til at man ser en ung kvinde der gør sig klar til at bevæge sig 'ud i verden'. Det er malet i St. Ives i England hvor Wiik 1889 opholdt sig med malervennen Helene Schjerfbeck Wiik fik for dette billede bronzemedalje ved Verdensudstillingen i Paris 1900. |

## Studier
Efter endt skole studerede Maria Wiik i et år tegning hos den finlandssvenske maler Adolf von Becker (1831-1909), før hun 1874 blev indskrevet som studerende på den finske kunstforenings skole. I årene 1874-75 malede hun under ledelse af Severin Falkman (1831-89).
Efteråret 1875 foretog Maria Wiik sin første studietur til Paris, hvor hun begyndte at studere hos Tony Robert-Fleury på den private kunstskole Académie Julian.

## Maria Wiiks motiver
Som et resultat af Maria Wiiks studier og arbejde i Paris blev hendes stil tydeligt præget af fransk realisme. Det mest almindelige motiv i hendes kunst er personstudier, men hun arbejdede også med stilleben, genrebilleder og landskabsmalerier.

## Virke
Højdepunktet i Maria Wiiks kunst kom i 1880'erne. Hun blev en af Finlands mest efterspurgte portrætmalere med mange opgaver fra bestyrelser for universiteter, virksomheder og foreninger. Hun portrætterede blandt andet publicisten Berndt Otto Schauman, forfatteren Zacharias Topelius, sangeren Ida Basilier-Magelsen og professoren Viktor Ferdinand Brotherus.
Hun er repræsenteret med et stort antal skitser, tegninger og malerier på det finske Nationalgalleri Ateneum i Helsinki.

## Galleri
| - Maria Wiik - Maria Wiik 1870'erne Foto C. Lebert - Selvportræt, 1870'erne - Selvportræt, ca. 1881 - Wiik, 1899 - Wiik, 1900 - Wiik. Anslået 1910'erne - Selvportræt, 1917 |

| - Portrætmalerier af Maria Wiik - Operasangeren Ida Basilier-Magelssen, 1887 - Publicisten Berndt Otto Schauman 1888 - Forfatteren Zachris Topelius, 1890 |

| - Værker af Maria Wiik ordnet efter år - Sommeridyl, 1875 - La Polonaise, 1878. Den polske kvinde - Portræt af søsteren Hilda Wiik, 1880 - Portræt af Hilda Wiik, 1881 - An Unlikely Duo, 1882 - Kartende pige, 1883 - I sommervarmen 1883 - Leende pige, 1883 - Linnaea borealis, ca. 1883 - I kirken, 1884 - Fra Häme, 1885 - Alene hjemme, 1885 - Dårlig samvittighed 1886 - Kvinde med parasol, 1886 - Stedmoderblomster og japansk vifte, ca. 1887 - I vindskammaren 'På loftsværelset', 1889. Søsteren Hilda i Marias lejlighed i Paris - Gammel kvinde i sygesengen, 1895-96 - Ballade, 1898 - Uskyld, 1900 - Liggende nøgen kvinde, 1904 - Frugtsælger, ukendt datering |